# Aerob respiration
Aerob respiration er respiration som foregår under forbrug af ilt. Det giver en fuldstændig nedbrydning af organisk stof, som spaltes til vand og CO2. Når ilt ikke indgår i respirationen, kaldes den anaerob.
De fleste af jordens organismer bruger aerob respiration som middel til at frisætte energien fra sukker. Det gælder både producenterne, altså de grønne planter, og konsumenterne, dvs. planteædere, rovdyr og nedbrydere.
Der findes dog stadig et stort antal organismer, som nedstammer fra dem, der levede, mens jordens atmosfære var iltfri. De har klaret sig igennem på havbunden, i søer og moser og på andre steder, hvor ilten ikke når frem (f.eks. i dyrenes fordøjelseskanal), og deres stofskifte bygger på helt andre processer (anaerob respiration).